# Elwell Stephen Otis

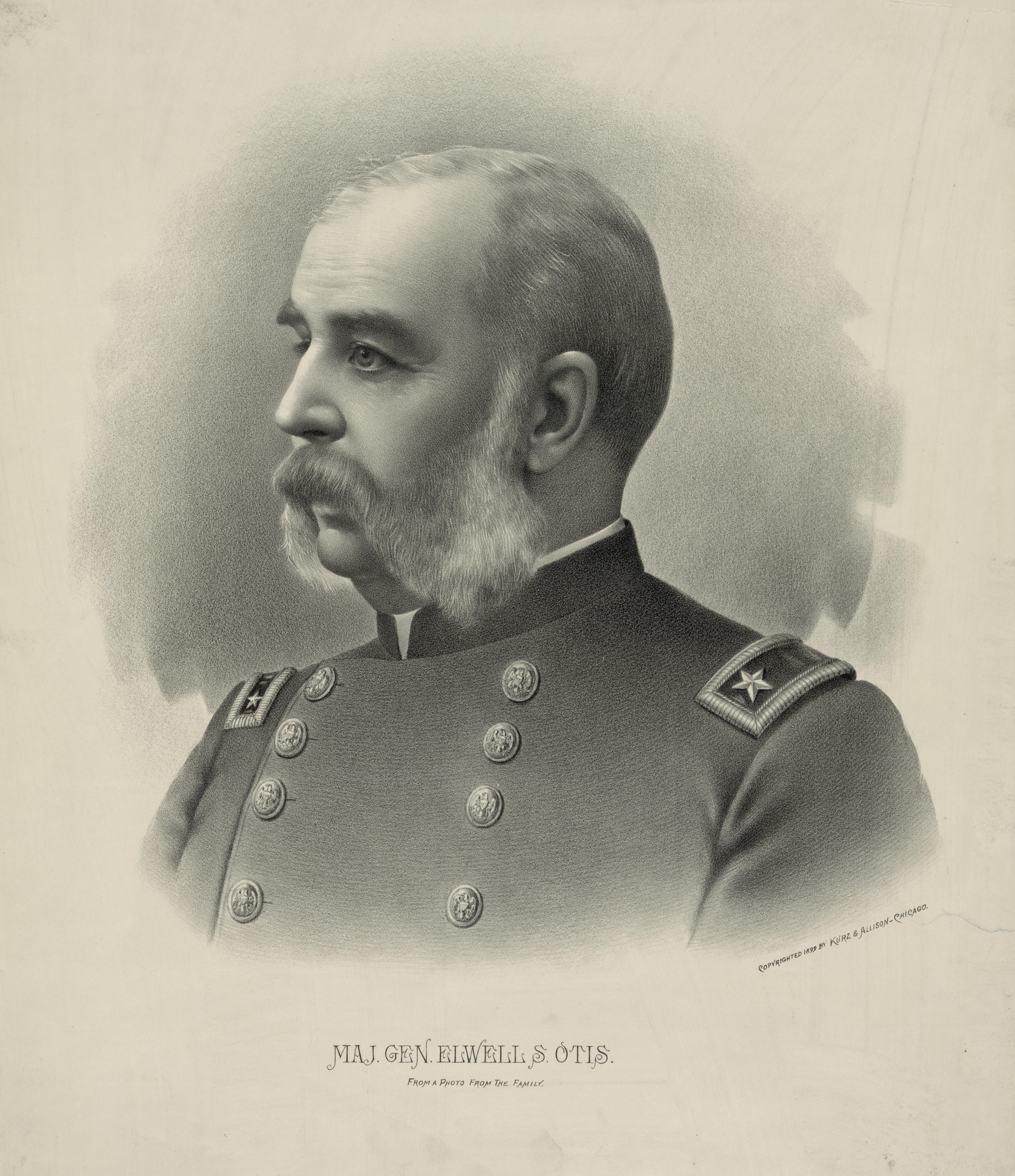
Elwell Stephen Otis

Elwell Stephen Otis (* 25. März 1838 in Frederick/Maryland; † 21. Oktober 1909 in Rochester, New York) war ein US-amerikanischer Generalmajor und von 1898 bis 1900 Militärgouverneur der Philippinen.

## Studium und Sezessionskrieg
Nach dem Studium der Rechtswissenschaften, das er 1858 an der University of Rochester und 1861 an der Harvard Law School abschloss, meldete er sich zu Beginn des Sezessionskrieges als Freiwilliger zur Infanterie. Bereits am 13. September 1862 wurde er zum Hauptmann des 140. Infanterieregiments (New York) befördert. Daraufhin erfolgte am 23. Dezember 1863 die Beförderung zum Oberstleutnant und etwas später zum Oberst. Am 14. Januar 1865 schied er nach einer Verwundung aus der Freiwilligenarmee aus.
Nach dem Ende des Bürgerkrieges wurde er wegen seiner Dienste zum Brigadegeneral der Freiwilligenarmee ernannt und für den Staat New York in die reguläre Armee aufgenommen. Dort stieg er zum Oberstleutnant des 22. Infanterieregiments am 2. März 1869 auf. Am 8. Februar 1880 erfolgte dann die Beförderung zum Oberst des 20. Infanterieregiments. Am 28. November 1893 wurde Otis nochmal zum Brigadegeneral befördert.

## Spanisch-Amerikanischer Krieg
Im Zuge des Spanisch-Amerikanischen Krieges gehörte er der Freiwilligenarmee an. Kurz nach seiner Beförderung zum Generalmajor der Freiwilligenarmee am 4. Mai 1898 wurde er am 15. Juli 1898 auf die Philippinen versetzt. Dort löste er am 29. August 1898 Wesley Merritt als Kommandierender General des VIII. US-Korps und Militärgouverneur der Philippinen ab. Während dieser Zeit leitete er keine Operationen gegen Rebellen, sondern gehörte der Schurman-Kommission an. Dieses Amt behielt er bis zum 5. Mai 1900 als ihn Arthur MacArthur ablöste.
Nach seiner Rückkehr von den Philippinen übernahm er am 29. Oktober 1900 das Kommando der Seenregion im Norden der USA mit Hauptquartier in Chicago. Nach dem Erreichen der Altersgrenze wurde er am 25. März 1902 in den Ruhestand verabschiedet. Wegen seines militärischen Geschicks und seiner Dienste auf den Philippinen wurde er am 16. Juni 1900 zum Generalmajor der United States Army ernannt.
Nach seinem Tode wurde er mit militärischen Ehren auf dem Nationalfriedhof Arlington beigesetzt.

## Veröffentlichungen
- Schriften von und über Elwell Stephen Otis in der Bibliothek der University of Rochester
- „The Indian Question“ New York, 1878
- „Report on military operations and civil affairs in the Philippine Islands“, Washington 1899

## Auszeichnungen
- Doctor of Laws honoris causa, 1900 University of Rochester